# Жунисбаев, Несип Жунисбаевич
Жунисбаев, Несип Жунисбаевич (в русскоязычной прессе также встречаются варианты Несип Жунусбаев и Несиб Жунисбаев) (род. 10 декабря 1950, село Копбирлик Каратальского района Талды-Курганской области (сейчас Алматинская область) Казахской ССР) — советский и казахстанский спортивный журналист, писатель, мастер спорта Казахской ССР по национальной игре тогыз-кумалак (1987), судья высшей категории, заслуженный тренер Республики Казахстан (1998). Заслуженный деятель Казахстана (2010).. Лауреат премии Президента Республики Казахстан в области средств массовой информации (2000)

## Журналистика
С 1975 по 1991 годы Несип Жунисбаев заведовал отделом спорта и военно-патриотического воспитания в газете «Лениншил жас» (ныне «Жас Алаш»). Во время работы в газете был также членом редакционной коллегии и секретарём комсомольской, профсоюзной и партийной организаций. В 1991 стал главным редактором газеты «SPORT & KS» (ранее «Спорт»).
В феврале 2004 года журналист был освобождён от занимаемой должности приказом председателя Агентства РК по туризму и спорту Даулета Турлыханова. Причиной тому стала критическая статья Жунисбаева о положении спорта в Казахстане, опубликованная как в «SPORT & KS», так и в газете «Егемен Казакстан». Однако сенатор Куаныш Султанов составил в защиту журналиста запрос в правительство Казахстана. В ответе на данный запрос премьер-министр Казахстана Даниал Ахметов признал решение об увольнении Жунисбаева незаконным. В результате Жунисбаев был восстановлен в должности главного редактора «SPORT & KS» и возглавлял газету вплоть до выхода на пенсию в 2014 году.
В 1992 году основал Казахстанскую ассоциацию спортивной прессы, которую возглавлял до 2013 года; с 2013 года — почётный президент ассоциации. Является членом Союза журналистов Казахстана, Международной ассоциации спортивной прессы и Исполнительного комитета Союза спортивных журналистов Азии, а также советником президента Союза спортивной прессы Азии. Стал первым представителем Казахстана в пресс-комитете Олимпийского совета Азии.
В 2013 году стал лауреатом премии Геннадия Толмачёва, присуждающейся в рамках казахстанского конкурса «Лучший редактор СМИ». В 2016 году получил специальную награду Международной ассоциации спортивной прессы в рамках XXXI летних Олимпийских игр в Рио-де-Жанейро. Ранее из казахстанских журналистов данной награды не удостаивался никто.

## Спортивная деятельность
В 1984 году стал чемпионом 1-й спартакиады Казахстана, а в 1987 году — мастером спорта Казахской ССР по национальной игре тогыз-кумалак. Первый президент Федерации тогыз-кумалака Казахстана. Судья высшей категории. С 1998 года — заслуженный тренер Казахстана.

## Литературная деятельность
Автор свыше десятка книг о спорте, в том числе труда «Золотой олимпийский маршрут».
Входит в правление Союза писателей Казахстана.

## Прочая деятельность
Во второй половине 1990-х избирался в коллегию Комитета туризма и спорта Министерства образования, культуры и здравоохранения Республики Казахстан.
В 1993 году стал инициатором основания алма-атинского футбольного клуба «Намыс», созданного специально для игроков казахской национальности.